# 미겔 몬살베
미겔 몬살베(스페인어: Miguel Ángel Monsalve Gonzáles, 2004년 2월 27일~)는 콜롬비아의 축구 선수로, 인데펜디엔테 메데인과 콜롬비아 연령별 대표팀에서 공격수로 활동하고 있다.

## 어린 시절
4세 때 형을 따라 지역 팀인 인데펜디엔테 메데인의 유소년팀에 입단했다. 콜롬비아의 축구단에서 공식적으로 5세 미만의 선수를 보유하는 것이 허용되지 않았지만, 당시 지도진들에게 긍정적인 인상을 주어 예외적으로 등록되었다.